# Portrait in Jazz
Portrait in Jazz — пятый студийный альбом американского джазового пианиста Билла Эванса в качестве лидера, выпущенный в 1960 году. Это первый из двух студийных альбомов, записанных с его знаменитым трио с участием контрабасиста Скотта ЛаФаро и барабанщика Пола Мотиана.

## Предыстория
Через восемь месяцев после успешного сотрудничества с Майлзом Дэвисом над альбомом Kind of Blue Эванс записал Portrait in Jazz с новой группой, первым трио Билла Эванса, которое помогло изменить направление современного джаза.
Наиболее примечательно, что контрабас ЛаФаро превратилась из простого аккомпанирующего инструмента в инструмент, почти равный по статусу фортепиано, хотя и не в такой степени, как это было бы на более поздних альбомах, таких как Sunday at the Village Vanguard. Эванс сказал о Лафаро: "Я был поражен его креативностью .... В нем было так много музыки, что у него были проблемы с ее контролем. ... Он, безусловно, подтолкнул меня к другим областям деятельности, и, возможно, я помог ему отчасти сдержать свой энтузиазм. Это было чудесно и стоило всех усилий, которые мы приложили позже, чтобы подавить эго и работать ради общего результата."
Ранее Мотиан записывался с Эвансом на его дебютном альбоме New Jazz Conceptions, а также в группах под руководством Тони Скотта, Джорджа Рассела и других. Биограф Эванса Кит Шедвик отмечает, что Мотиан в тот момент старался избегать стандартных боп-формул и «вместо этого реагировал на то, что он на самом деле слышал от двух других музыкантов», что «в немалой степени способствовало уникальности первого рабочего трио Эванса».

## Репертуар
Альбом включает семь джазовых стандартов и две композиции Эванса. Песня Disney «Someday My Prince Will Come» впервые была использована в качестве инструмента для современного джаза Дэйвом Брубеком двумя годами ранее в его альбоме Dave Digs Disney, а ещё через два года стала заглавной песней альбома Майлза Дэвиса. Она оставалась неотъемлемой частью репертуара Эванса до конца его карьеры, и многие более поздние концертные записи этой песни были в ходу.
Композиция Эванса "Peri's Scope" была вдохновлена его тогдашней девушкой Пери Казинс, которая сказала, что запись заставила ее почувствовать себя "бессмертной". Впоследствии на нее было сделано несколько десятков каверов, в том числе такими известными джазовыми исполнителями, как Фред Херш (1990) и Чик Кориа (2011). Последний трек на альбоме - это новая трио-версия "Blue in Green", композиции со спорным авторством, которая впервые появилась в качестве третьего трека на Kind of Blue, где ее приписывали исключительно Майлзу Дэвису. Здесь он указан как соавтор Эванса. Пианист сказал, что «это моя мелодия, даже несмотря на то, что Майлз указан как соавтор... по причинам, которые понятны только ему. Однажды в квартире Майлза он написал на нотной бумаге обозначения соль-минор и ля-диез. И он сказал: «Что бы ты с этим сделал?» Я не знал, но пошёл домой и написал «Blue in Green».
Portrait in Jazz — один из самых динамичных и свинг-ориентированных альбомов Эванса, несмотря на наличие нескольких баллад.

## Приём
| Оценки критиков                      | Оценки критиков |
| Источник                             | Оценка          |
| ------------------------------------ | --------------- |
| DownBeat                             | [ 8 ]           |
| AllMusic                             | [ 9 ]           |
| Mojo                                 | (no rating)     |
| Encyclopedia of Popular Music        | [ 11 ]          |
| Tom Hull                             | A−              |
| Jazzwise                             | [ 13 ]          |
| The Penguin Guide to Jazz Recordings | [ 14 ]          |

Рецензируя альбом для AllMusic, критик Скотт Яноу написал: "влиятельные интерпретации были далеки от рутинных или предсказуемых в то время. ЛаФаро и Мотиан были почти равными партнерами пианиста в ансамблях .... Жемчужина." Дэнни Экклстон из Mojo прокомментировал: "Portrait in Jazz — пятая пластинка Эванса в качестве лидера группы — привлекает вас во всех отношениях. По крайней мере, это здорово, это просто блестяще... Но что делает Эванса по-настоящему особенным, так это то, как его игра увлекает вас и разделяет уязвимость, лежащую в её основе. О, человечность!"
Биограф Эванса Питер Петтингер говорит, что "плато, достигнутое в работе над «Портретом», было действительно высоким, а его новые перспективы отличались особой тонкостью исполнения." Он также выделяет исполнение "Spring Is Here" Ричарда Роджерса как "великолепный пример лирического дара [Эванса]." Шедвик называет этот альбом "основой для каждого последующего рабочего трио, которым руководил Эванс."

## Переиздания
Portrait in Jazz был выпущен на компакт-диске в 1987 году компанией Riverside/Original Jazz Classics с четырьмя альтернативными версиями в качестве бонус-треков. В 2008 году компания Riverside выпустила 24-битное обновлённое издание в рамках своей серии «Keepnews Collection.»

## Список треков
1. "Come Rain or Come Shine" (Гарольд Арлен, Джонни Мерсер) – 3:24
2. "Autumn Leaves" (Жозеф Косма, Жак Превер, Джонни Мерсер ) – 6:00
3. "Witchcraft" (Сай Коулман, Кэролин Ли) – 4:37
4. "When I Fall in Love" (Виктор Янг, Эдвард Хейман) – 4:57
5. "Peri's Scope" (Билл Эванс) – 3:15
6. "What Is This Thing Called Love?" (Коул Портер) – 4:36
7. "Spring Is Here" (Ричард Роджерс, Лоренц Харт) – 5:09
8. "Someday My Prince Will Come" (Фрэнк Черчилль, Ларри Мори) – 4:57
9. "Blue in Green" (Майлз Дэвис, Билл Эванс) – 5:25

Бонус-треки переиздания на CD:
1. "Come Rain or Come Shine" [Дубль 4] – 3:23
2. "Autumn Leaves" [Дубль 9, моно] - 5:25
3. "Blue in Green" [Дубль 1] – 4:39
4. "Blue in Green" [Дубль 2] – 4:26

## Персонал
- Билл Эванс – пианино
- Скотт ЛаФаро – контрабас
- Пол Мотиан – барабаны

### Дополнительный персонал
- Оррин Кипньюс – продюсер
- Джек Хиггинс – инженер
- Джордж Хорн – мастеринг